# François-Yves Carosin Deslandelles
François-Yves Carosin des Landelles, comte de Plouër, dit « le vengeur » du nom de son dernier navire, né à Dinard le 22 février 1762 est un marin, corsaire français, et député de l'Assemblée coloniale de l'Île de France mort des suites de ses blessures à la bataille du détroit de la Sonde, à Sumatra, le 22 janvier 1794.

## Biographie

### Ses origines
Né à Dinard, dans la paroisse de Saint-Enogat, le 22 février 1762,,,, François-Yves Carosin, est le quatrième des cinq enfants d'Augustin François Carosin et de Marie Jeanne Piet. Il est le descendant des Familles de la Haye (noblesse médiévale normande) et Carosin (à l'origine Carosino, de Carosino puis de Savone en Italie, famille venue en France au XVIIIe).
Il demeure à Dinard auprès de ses parents jusqu'à ses 17 ans. C'est à cette période où selon son biographe, il hérite d'une balafre au visage après s'être blessé en sauvant une personne de la noyade en mer à Dinard,.

### Carrière de marin
Âgé de 16-17 ans, il prend la mer pour la première fois et commence sa carrière de marin comme plusieurs membres de sa famille. Son frère Auguste est chirurgien dans les escadres du Comte de Grasse où il sert lui aussi. François Carosin sert durant la guerre d'indépendance des États-Unis et se signale à la bataille d'Ouessant (1778) sous les ordres de La Motte-Picquet. Durant cette bataille, Zaïre Carosin, un de ses parents est tué,.
En 1779, il est capitaine en second de la chaloupe canonnière La Rusée où il reste jusqu'au 1er octobre 1779,. Ensuite, il embarque comme aide pilote à bord du Triton (capitaine de Besades) du 22 novembre 1779 au 22 août 1780,. Il sert ensuite sur le navire Amphion (capitaine de Saint-Cézaire) du 13 août 1780(?) au 26 février 1781. À partir du 20 mars 1781, il commande le navire de commerce La Marguerite qui sera capturée par les Anglais le 12 octobre 1781. Il rejoint Dunkerque le 16 janvier 1782 puis Saint-Malo le 1er mars 1782. Il sert ensuite comme capitaine en second sur le long courrier l'Actif (27 juin 1782 au 30 septembre 1782) sous les ordres du capitaine Charles Hasiette,.
En 1782 il sera nommé lieutenant de frégate auxiliaire et sert à ce titre sur l'Andromaque du 30 septembre 1782 au 17 mars 1783,. Il passe ensuite sur la Bretonne du 20 mars 1783 au 3 octobre 1784. Son frère Augustin commandant du navire Aimable Perette le prend à son bord comme second du 27 octobre 1784 au 18 avril 1785,. Le 9 décembre 1785, il embarque sur la Martinique (courrier) en direction de l'Inde,.

### Citoyen mauricien
De retour des Indes à Saint-Malo, il embarque comme capitaine, le 29 mai 1786 sur le navire l'Alexandre de 250 tonneaux en partance pour l'Île de France aux Mascareignes où il finira par s'installer,. À bord de ce navire se trouvent son frère Mathurin qu'il a pris comme second et parmi les passagers, Marthe Blanc, la fille de Zacharie Blanc, ancien consul français de Saint-Jean-d'Acre. Il devient intendant de la Compagnie des Indes avec résidence à l'Île de France. Le 7 novembre 1786, en la paroisse de Moka, il épouse sa cousine Marie Louise de la Haye du Ponsel,, fille de l'écuyer Philippe Jean de la Haye du Ponsel de Prairie de Paradis et de Suzanne Canardelle. Parmi les témoins du mariage sont présents deux chevaliers de Saint-Louis, Louis Charles de Rune et Charles Julien Gabia Descombes (commandant du quartier de Moka). François-Yves devient député à l'assemblée coloniale et en 1792, il est procureur de la Commune et du district de Moka lorsque se marie son frère Augustin-Joseph.
Avec l'arrivée de la Révolution française, reviennent aussi les combats. Apprenant que l'escadre de lord Cornwallis n'est formée que de 4 navires dont 3 de commerce armés en guerre, l'assemblée coloniale décrète en août 1793 la formation d'une escadre pour aller la combattre et aider Pondichéry. François Yves Carosin, député et ardent sans-culotte, sur sa proposition se voit confier le commandement de la petite escadre. Celle-ci est formée de la frégate Modeste achetée au gouvernement et renommée Île de France et de deux autres navires armés. L'escadre commandée par Carosin est toutefois subordonnée aux ordres du vice-amiral de Saint-Félix qui, royaliste, traîne, cherche vainement le soutien du gouverneur Malartic pour ne pas partir, ne fait faire qu'un simulacre de départ, si bien qu'en novembre, l'escadre n'est toujours pas partie.

## Mort d'un Corsaire
François Carosin n'attend pas, il part à la course le 22 octobre 1793 à la recherche des Anglais avec sa seule frégate le Vengeur, armée avec l'aide d'Auriolle. Quelques jours avant la naissance de son fils Adolphe, il capture coup sur coup 4 navires de suite. Début novembre 1793, il croise avec le corsaire Le Volcan (capitaine Ripaud) puis avec 'Le Résolu" (capitaine Jolineaux). Il capture un navire anglais à proximité des Îles de la Sonde. Informé qu'un gros navire de la Compagnie anglaise des Indes devait approcher de ce détroit, il s'y dirige. Le 17 janvier 1794, Le Vengeur et Le Résolu affrontent tour à tour le Pigot, marchant anglais armé de 32 canons de la Compagnie des Indes sous le captain George Ballantyne qui, après plus de deux heures de combat les met en échec,. Le 22 janvier 1794, il participe ainsi à ce combat du détroit de la Sonde a bord du navire Le Vengeur, qu'il commandait face au navire anglais Britannia. Le combat tourne en sa défaveur, il perd quasiment tous ses hommes. Un boulet lui arrache les deux jambes et il demande à être placé dans un tonneau de poudre, pour continuer à se battre mais il ne lui reste plus qu'un matelot, et son second Desveaux,,,. Il cherche à se noyer avec son pavillon mais est rattrapé par le capitaine anglais. Les Anglais essaieront de le sauver à bord de leur navire mais il meurt des suites de ses blessures, proche des îles Cocos,,. Les journaux anglais de l'époque auraient publié le récit du combat en rendant hommage à son courage avec toutefois quelques différences significatives sur le combat. En effet, dans le récit anglais, le Britannia (64 canons) du captain Thomas Cheap et le Nonsuch (64 canons) du captain John Canning engagent le combat avec Le Vengeur (34 canons, 250 hommes commandé par le capitaine Corosin (sic)) et Le Résolu (26 canons et 230 hommes sous Jallineaux (sic)). Les Anglais, rapidement aidés des corsaires William-Pitt du commodore Charles Mitchell et Houghton indiamen armé et commandé par le captain Hudson, viennent à bout des deux navires français et les capturent. Le Vengeur déplore selon ce récit 11 tués (15 selon Brenton) et 26 blessés et non pas tout l'équipage sauf deux hommes comme le récit français,. Le commodore Mitchell sera fait chevalier pour cette action.
Déjà reconnu auparavant, sa détermination fera de lui un des corsaires les plus connus de Bretagne. Quelques années plus tard, il sera dit que du Petit-Thouars imita le geste de Carosin à la bataille d'Aboukir sur le Tonnant.

« La Bretagne se trouve ainsi avoir été, depuis Louis XIV, le réservoir en hommes de la marine française; mais elle n'a pas fourni à la France que d'admirables équipages de pêche ou de guerre. Elle lui a fourni, en outre, toute une pléiade de chefs illustres. Plus encore, elle lui a fourni, de Duguny-Trouin et de Carosin de la Landelle jusqu'à Jean Faber et jusqu'à Surcouff, l'élite de ces redoutables corsaires dont les exploits demeurent l'une des gloires de notre marine et qui firent trembler l'Angleterre pendant plus d'un siècle, aux heures mêmes de sa plus grande puissance »

## Famille Carosin
Épouse
- Marie Louise de la Haye du Ponsel[7], née à Port-Louis le 30 août 1769 et décédée aux Pamplemousses le 7 avril 1839[21]. Elle est la fille de l'écuyer Philippe Jean de la Haye du Ponsel de Prairie de Paradis et de Suzanne Canardelle[8].

Descendance
La descendance de François Yves Carosin est toujours présente a l'île Maurice[réf. souhaitée].
Selon Gaignard et al. ils auront trois enfants : Augustin César Carosin, François Auguste César Carosin, Louis Auguste Julien Carosin et Adolphe Carosin en discordance avec d'autres sources ci-après.
- Son fils François Auguste César (ou Augustin César[21])(3 février 1789-16 février 1794) décède à l'âge de 5 ans[30].
- Son fils Auguste Carosin de La Landelle (ou Louis Auguste Julien[21])(né le 14 août 1791[30])  épousa mademoiselle de Chantoiseau, dont la mère Jeanne Le Breton de la Vieuville était la mère de madame Adrien d'Epinay[25].
- Adolphe Carosin, né à Moka le 26 octobre 1793[30],[21].

Fratrie
- Augustin-Joseph, né le 19 mars 1752 et décédé le 5 octobre 1836. Frère aîné de François-Yves. Chirurgien de marine[7]. Il a participé à la Guerre d'Indépendance américaine[1] comme chirurgien-major à la bataille de la Grenade (6 juillet 1779) sur le vaisseau de 64 canons l'Amphion, à la bataille des Saintes sur le vaisseau amiral de 104 canons la Ville-de-Paris[7]. Prisonnier de guerre, il rentre à Brest en 1783 puis rejoint l'Île de France pour s'y établir à bord de son navire le Marquis de Lafayette (et comme capitaine)[7]. Il s'y marie avec Renée Michelle Jaquette Oriol qui lui donnera cinq fils et trois filles[31]. Il continuera ses activités de médecin et chirurgien sur l'Île, procédant par exemple à l'accouchement de Reine Renée Marais, épouse de Julien Désiré Schmaltz [32].
- Toussaint Carosin, né en 1753[30].
- Mathurin Carosin, né en 1763[30]. Frère cadet de François-Yves. Négociant[32]. Sera son 2e lieutenant sur le navire Alexandre[12],[11].

Parents
- Augustin François Carosin de La Landelle. Père de François-Yves Carosin. Marin de la Royale, il sert entre autres comme capitaine de La Pourvoyeuse dans l'escadre de Tronjoly en 1779-1780. En 1780, Commandant ce navire et avec l'aide de l'Elisabeth, il s'empare du navire Osterley, un prise de cinq millions de livres tournois[33]. Connu pour avoir écrit l'histoire de la Bataille de Saint-Cast[1].